# RAB3D
RAB3D (англ. RAB3D, member RAS oncogene family) – білок, який кодується однойменним геном, розташованим у людей на короткому плечі 19-ї хромосоми. Довжина поліпептидного ланцюга білка становить 219 амінокислот, а молекулярна маса — 24 267.
| 10         |  | 20         |  | 30         |  | 40         |  | 50         |
| ---------- |  | ---------- |  | ---------- |  | ---------- |  | ---------- |
| MASAGDTQAG |  | PRDAADQNFD |  | YMFKLLLIGN |  | SSVGKTSFLF |  | RYADDSFTPA |
| FVSTVGIDFK |  | VKTVYRHDKR |  | IKLQIWDTAG |  | QERYRTITTA |  | YYRGAMGFLL |
| MYDIANQESF |  | AAVQDWATQI |  | KTYSWDNAQV |  | ILVGNKCDLE |  | DERVVPAEDG |
| RRLADDLGFE |  | FFEASAKENI |  | NVKQVFERLV |  | DVICEKMNES |  | LEPSSSSGSN |
| GKGPAVGDAP |  | APQPSSCSC  |  |            |  |            |  |            |

A: Аланін

C: Цистеїн

D: Аспарагінова кислота

E: Глутамінова кислота

F: Фенілаланін

G: Гліцин

H: Гістидин

I: Ізолейцин

K: Лізин

L: Лейцин

M: Метіонін

N: Аспарагін

P: Пролін

Q: Глутамін

R: Аргінін

S: Серин

T: Треонін

V: Валін

W: Триптофан

Кодований геном білок за функцією належить до фосфопротеїнів. 
Задіяний у таких біологічних процесах, як транспорт, транспорт білків, екзоцитоз, ацетилювання. 
Білок має сайт для зв'язування з нуклеотидами, ГТФ. 
Локалізований у клітинній мембрані, мембрані.